# Gobius
 Gobius es un género de peces perciformes de la familia Gobiidae.

## Especies
- Gobius ateriformis (Brito & Miller, 2001)
- Gobius acutipennis (Valenciennes, 1837)
- Gobius agulhensis (Barnard, 1927
- Gobius ater (Bellotti, 1888)
- Gobius auratus (Risso, 1810)
- Gobius bontii (Bleeker, 1849)
- Gobius bucchichi (Steindachner, 1870)
- Gobius caffer (Günther, 1874)
- Gobius cobitis (Pallas, 1811
- Gobius couchi (Miller & El-Tawil, 1974)
- Gobius cruentatus (Gmelin, 1789)
- Gobius ehrenbergii (Valenciennes, 1837)
- Gobius fallax (Sarato, 1889)
- Gobius gasteveni (Miller, 1974)
- Gobius geniporus (Valenciennes, 1837)
- Gobius giuris (Hamilton, 1822)
- Gobius hypselosoma (Bleeker, 1867)
- Gobius kolombatovici (Kovacic & Miller, 2000)
- Gobius koseirensis (Klunzinger, 1871)
- Gobius lateralis (Macleay, 1881)
- Gobius leucomelas (Peters, 1868)
- Gobius macrocephalus (Pallas, 1787)
- Gobius melanopus Bleeker, 1859-60
- Gobius multifasciatus (Smith, 1959)
- Gobius natalensis (Günther, 1874)
- Gobius nebulosus (Forsskål, 1775)
- Gobius niger (Linnaeus, 1758)[14]
- Gobius ophiocephalus (Pallas, 1814)
- Gobius ornatus (Rüppell, 1830)
- Gobius paganellus (Linnaeus, 1758)[15]
- Gobius punctatissimus (Canestrini, 1864)
- Gobius roulei (de Buen, 1928)
- Gobius rubropunctatus (Delais, 1951)
- Gobius saldanha (Barnard, 1927)
- Gobius scorteccii (Poll, 1961)
- Gobius senegambiensis (Metzelaar, 1919)
- Gobius strictus (Fage, 1907)
- Gobius tetrophthalmus (Brito & Miller, 2001)
- Gobius tigrellus (Nichols, 1951)
- Gobius vittatus (Vinciguerra, 1883)
- Gobius xanthocephalus (Heymer & Zander, 1992)